# Angkor Chum
Angkor Chum (khmer : ស្រុកអង្គរជុំ) est l'un des douze districts de la province de Siem Reap au Nord-Ouest du Cambodge. Selon le recensement de 1998, la population y est de 48 476 habitants.